# Phymatodes vilitatis
Phymatodes vilitatis är en skalbaggsart som beskrevs av Linsley 1940. Phymatodes vilitatis ingår i släktet Phymatodes och familjen långhorningar. Inga underarter finns listade i Catalogue of Life.